# Ilhéu de Fora (Selvagens)
O ilhéu de Fora (também conhecido por Pitão Pequeno) é um ilhéu situado a oeste da Selvagem Pequena, nas ilhas Selvagens, parte integrante da Região Autónoma da Madeira, Portugal. É um ilhéu que apresenta uma cota baixa, rodeada de baixios que lhe permitem duplicar a sua área consoante a maré. Tem uma área de apenas 8 hectares, e a sua altura máxima são os 18 metros.
O ilhéu de Fora localiza-se a cerca de 300 quilómetros da ilha da Madeira e a cerca de 160 das Canárias.
Constitui um dos pontos extremos de Portugal na sua Ponta do Sul, pois é o sítio mais meridional da República Portuguesa.

## Fauna e flora
Tanto o Ilhéu de Fora quanto a Selvagem Pequena possuem uma cobertura vegetal no seu estado natural, dado que estas ilhas nunca sofreram a introdução de plantas ou animais, sendo estas verdadeiras montras do passado.
Um facto interessante é a existência de um besouro endémico do Ilhéu de Fora, Deuchalion oceanicus que vive exclusivamente associado a uma planta hospedeira, também ela endémica, a Euphorbia anachoreta.